# Amine El Khatmi
Amine El Khatmi, né le 24 décembre 1987 en Avignon, est un homme politique français.
Membre du Parti socialiste (PS) à partir de 2003, il est, de 2014 à 2020, conseiller municipal d'Avignon et conseiller communautaire du Grand Avignon.
En 2016, il cofonde le Printemps républicain, qu’il préside entre 2017 et 2023.
Même s'il se dit à gauche de l'échiquier politique, Le Monde considère qu'il flirte avec l'extrême droite et en reprend les idées. Il est par ailleurs chroniqueur sur CNews et Sud Radio.
En mars 2024, il devient conseiller laïcité de la présidente de la région Île-de-France, Valérie Pécresse.

## Biographie

### Origines et formation
Amine El Khatmi naît le 24 décembre 1987 en Avignon dans le quartier populaire de la Reine-Jeanne, de parents d'origine marocaine, arrivés en France dans les années 1980 : son père est routier puis ouvrier dans le BTP, sa mère femme de ménage,. Il indique être issu d'un « environnement exclusivement arabe musulman ».
Il se dit « musulman pratiquant » et indique qu'il fait « les grandes fêtes, mais pas les cinq prières quotidiennes ».
Il fréquente le lycée Aubanel en classes technologiques,  suit en même temps des cours au conservatoire régional et a fait partie de la maîtrise de l'opéra d'Avignon. Il stoppe ses études en licence AES en 2006, lorsqu'il devient un soutien de Ségolène Royal, côtoyant Thomas Hollande.

### Militantisme

#### Au sein du PS
Il adhère au PS vers 2003-2004, en réaction à l'accession de Jean-Marie Le Pen au second tour de l'élection présidentielle, puis à la fermeture des centres sociaux d'Avignon par la municipalité RPR,,.
Il milite pour Arnaud Montebourg, notamment lors des élections législatives de 2007, et pour Ségolène Royal, dont il contribue à animer la campagne présidentielle : très actif, il est le protagoniste principal d'un épisode de l'émission Strip-tease. Alors étudiant en droit, il mène une grève de la faim avec une conseillère municipale et un syndicaliste de l'Allier en protestation contre le débat sur l'identité nationale organisé par le gouvernement,. Il est ensuite collaborateur du président[Qui ?] du conseil général de l’Allier, puis de la députée Anne-Yvonne Le Dain. Il soutient Ségolène Royal jusqu'au congrès de La Rochelle en 2012, puis Manuel Valls. 
En juin 2017, il indique avoir été évincé du conseil national du PS pour avoir soutenu Emmanuel Macron au premier tour de l'élection présidentielle.
En 2021, Slate écrit qu'il « n'a jamais caché sa proximité avec celle qui est devenue vice-présidente du groupe LREM à l'Assemblée nationale, Aurore Bergé. »

#### Printemps républicain
Cofondateur de l'association Printemps républicain, lancée par Laurent Bouvet et Gilles Clavreul, il se fait largement applaudir lors du lancement de celle-ci en 2016. Il en devient le président en juillet 2017, succédant à Denis Maillard,. En 2018, Regards indique qu'il est l'un des rares membres actifs au nom de l'association sur les réseaux sociaux, avec Laurent Bouvet, Gilles Clavreul et Nassim Seddiki.

#### Réseaux sociaux
Il se montre particulièrement actif et suivi sur les réseaux sociaux : en 2017, il dispose de 4 500 abonnés sur Facebook et de 8 000 sur Twitter ; en 2021, il a 36 000 abonnés sur Twitter. En 2020, Le Point estime qu'il « appartient au club peu envié des figures que les réseaux sociaux adorent détester. »

#### Depuis 2023
En septembre 2023, il participe au lancement du magazine trimestriel du média d'extrême droite Livre noir ; le Printemps républicain, dont il n'est alors plus président, se désolidarise de ses déclarations lors de l'événement.
En mars 2024, il rejoint Valérie Pécresse (LR), devenant son conseiller laïcité à la région Île-de-France.

### Élu local en Provence-Alpes-Côte d’Azur
Amine El Khatmi est élu au conseil régional des jeunes de Provence-Alpes-Côte d'Azur en 2004, sous la mandature de Michel Vauzelle,. Il se lie alors avec la conseillère régionale Cécile Helle,.
Lors des élections municipales de 2014, il est élu à Avignon sur la liste menée par Cécile Helle : il devient adjoint au maire au quartier nord, où il a grandi, et conseiller communautaire du Grand Avignon.
Au début de 2017, Cécile Helle lui retire sa délégation d'adjoint ; il est désormais chargé de la lecture publique et des bibliothèques. En juin 2018, il quitte la majorité, affirmant avoir été écarté de la création d'un festival de la bande dessinée,. En novembre 2018, il annonce son intention de saisir le préfet et le Défenseur des droits pour pouvoir réintégrer les commissions du conseil municipal. En juin 2019, il rejoint le groupe d'opposition « Bien vivre Avignon » présidé par Jean-Pierre Cervantès (Europe Écologie Les Verts).
Pour les élections municipales de 2020, il est annoncé sur la liste EELV menée par Jean-Pierre Cervantès mais Sandra Regol, porte-parole du parti, assure qu'il n’aura pas sa place sur celle-ci,. Il n'est finalement pas candidat.
Il recherche en vain l’investiture LREM dans la dixième circonscription du Val-d'Oise pour les élections législatives de 2022. Le MoDem s'y oppose. Le Printemps républicain est plus largement éconduit par Renaissance pour ces élections : en contre-coup, Amine El-Khatmi subit une dizaine de mois de dépression après juin 2022, quitte le Printemps républicain et publie un livre en janvier 2024 dans lequel il raconte « comment Emmanuel Macron s’est servi des militants de l’universalisme et de la laïcité pour mener sa campagne avant de les écarter brusquement ».

### Chroniqueur télé et radio
Il intervient ponctuellement sur Europe 1 lors de la saison 2020-2021 ; sa présence est renforcée lors de la première grille conçue par Vincent Bolloré la saison suivante, notamment comme intervenant dans l'émission Punchline de Laurence Ferrari.
Il est également chroniqueur invité sur CNews depuis 2021,. En août 2023, il devient éditorialiste sur Sud Radio.

## Prises de position
Le magazine Slate analyse ce qu'il présente comme une évolution idéologique d'Amine El Khatmi depuis la fondation du Printemps républicain, relevant par exemple ses propos de septembre 2014 : « Pardon mais j'ai un malaise en lisant “les musulmans devraient donner de la voix et se désolidariser”. » Après l'attentat contre Charlie Hebdo de 2015, il exhorte en revanche les musulmans à « donner de la voix, hurler [leur] colère et dénoncer, inlassablement, le dévoiement de l'islam par des barbares. »
Il est opposé à l’interdiction du voile à l’université et pour les mères en sorties scolaires, et réclame une loi qui interdirait aux élus d’arborer des signes religieux.
Il est opposé au droit de vote des étrangers et privilégie un accès simplifié à la naturalisation.
En février 2016, dans un message sur Twitter, il se dit « affligé » par les piques de l’enseignante Wiam Berhouma contre Alain Finkielkraut : il proteste en effet contre l’émission Des paroles et des actes dans laquelle « des jeunes femmes, voilées ou non, se présentent comme les victimes d’une islamophobie systémique en France ». Cette position lui vaut d'être attaqué sur internet, notamment de la part de militants musulmans. Najat Vallaud-Belkacem, alors ministre socialiste, dénonce « les menaces et le harcèlement » qui le visent. Il reçoit également des soutiens de sympathisants de droite, ainsi qu'un soutien tardif et peu appuyé de Jean-Christophe Cambadélis,. Selon Le Monde, « Amine El Khatmi a été soutenu du bout des lèvres par un Parti socialiste désarmé sur la question de la laïcité ».
En mai 2018, il demande l'annulation du spectacle de Dieudonné à Avignon et porte plainte contre ce dernier après avoir découvert une menace à son encontre sur Facebook.
Entre les deux tours des élections régionales de 2021, il salue le refus de Carole Delga (PS) de fusionner avec la liste de La France insoumise (LFI) en Occitanie, condamne l'union des listes PS et LFI en Île-de-France et annonce son intention de voter pour la liste de droite dirigée par Valérie Pécresse face à « cette gauche qui pactise avec l'extrême-gauche indigéniste, racialiste et anti-républicaine. »
Selon Jérôme Martin, ancien président d’Act Up-Paris s'exprimant dans Regards, Printemps républicain, ouvrage publié en 2021 par Amine El Khatmi, contient « un programme qui se veut de gauche et populaire, « universaliste », et qui n’est en réalité qu’une énième resucée, une aggravation parfois, des propositions des droites les plus extrêmes ».
En octobre 2023, il déclare qu'il préférerait voter en faveur de Marine Le Pen dans l'hypothèse d'un second tour opposant cette dernière à Jean-Luc Mélenchon. Le Printemps républicain se désolidarise aussitôt de son ancien président en indiquant ne pas vouloir « se résigner à choisir entre la peste et le choléra ». Il avait pourtant lui-même rédigé une note du Printemps républicain blâmant son « ami » Raphaël Enthoven quand celui-ci avait indiqué sur Twitter sa préférence pour Marine Le Pen plutôt que Mélenchon s’il n’avait pas le choix. Le Printemps républicain se désolidarise également de sa participation à un débat avec Éric Zemmour lors d’une soirée organisée par le média Livre noir. Dans le même temps, il est approché par le Rassemblement national en vue des élections européennes de 2024 : dans un ouvrage intitulé Cynisme, dérives et trahisons, publié en janvier 2024, il revendique en effet « son attachement à tout ce qui constitue l’identité française », en particulier sa culture et son mode de vie, laïcité en tête. Il explique : « Je n’ai pas quitté la gauche. C’est cette gauche qui, renonçant à ce qu’elle était, m’a quitté. » Il s’attire alors les foudres de son camp d’origine : Le Monde estime que « s’il dément tout ralliement imminent, l’ancien socialiste tient un discours qui le rapproche de l’extrême droite » ; le journal relève qu'il « se définit désormais comme « patriote », considère que « [son] pays est en danger » et peine à citer une mesure le dérangeant dans le programme du parti d’extrême droite ».

## Publications
- Non, je ne me tairai plus : la gauche et l'islam, Lattes, coll. « Essais et documents », 2017, 150 p. (ISBN 978-2-7096-5936-9 et 2-7096-5936-0)
- Combats pour la France : moi, Amine El Khatmi, Français, musulman et laïc, Fayard, coll. « Documents, témoignage », 2019, 224 p.
- Printemps républicain, Éditions de l'Observatoire, 2021, 138 p. (ISBN 979-10-329-2011-4)
- Cynisme, dérives et trahisons : Comment Macron et Mélenchon sont devenus les marchepieds du RN !, Harper/Collins, 10 janvier 2024, 176 p. (ISBN 979-1033916123)